# La Codosera
La Codosera (em português: A Codesseira) é um município raiano da Espanha na comarca da Terra de Badajoz, província de Badajoz, comunidade autónoma da Estremadura, de área 69,6 km². Em 2021, tinha 2 049 habitantes (densidade: 29,4 hab./km²).
Entre La Codosera e a aldeia de Marco (El Marco) situa-se um santuário dedicado à Nossa Senhora das Dores de Chandavila, um importante local de peregrinação católica – relacionado com aparições marianas – cujo culto foi aprovado pela Santa Sé.

## Demografia
| Variação demográfica do município entre 1991 e 2004 [carece de fontes?] | Variação demográfica do município entre 1991 e 2004 [carece de fontes?] | Variação demográfica do município entre 1991 e 2004 [carece de fontes?] | Variação demográfica do município entre 1991 e 2004 [carece de fontes?] |
| ----------------------------------------------------------------------- | ----------------------------------------------------------------------- | ----------------------------------------------------------------------- | ----------------------------------------------------------------------- |
| 1991                                                                    | 1996                                                                    | 2001                                                                    | 2004                                                                    |
| 2549                                                                    | 2406                                                                    | 2179                                                                    | 2220                                                                    |